# Rostocker Matrikelportal

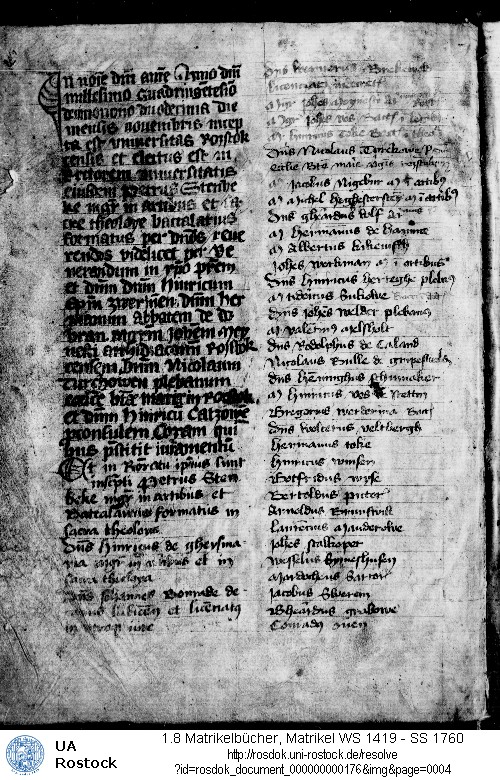
Rostocker Matrikel

No Rostocker Matrikelportal estão depositados os documentos de aproximadamente 200.000 pessoas que se matricularam na Universidade de Rostock. O núcleo central do portal são bancos de dados das matrículas para 1419–1831, 1831–1933, 1933–1945, 1945–1992 e 1992–atualidade, bem como registros nos livros dos decanatos das faculdades (pós-graduação e recepção) 1419–1831. Além disso, são apresentadas imagens digitais dos registros originais de matrículas com partes manuscritas pelos estudantes. Comentários de usuários permitem complementar as informação frequentemente muito escassas. Os locais de origem dos estudantes são exibidos em um mapa interativo. Ligações levam aos professores que lecionaram no semestre da matrícula (Catalogus Professorum Rostochiensium) e as disciplinas oferecidas. Mediante o Número GND são identificados estudantes conhecidos com ligações a informações adicionais na Internet sobre os mesmos.